# Band FM Barreiras
Band FM Barreiras é uma emissora de rádio brasileira sediada em Barreiras, localizada no estado da Bahia. Opera no dial FM, na frequência 97,7 MHz e é uma afiliada da Band FM. Foi inaugurada no dia 01 de setembro de 1988 com o nome de FM Líder, e pertence ao Grupo Antônio Balbino de Comunicação que também administra a Jovem Pan FM Barreiras.

## História
A emissora começou sua história no dia 01 de fevereiro de 1988 com a fundação da antiga FM Líder. A FM Líder foi a primeira emissora de rádio a ser criada na cidade e na região Oeste da Bahia, sua programação ia desde o segmento popular até o adulto-contemporâneo, muitas vezes a emissora incluía jornalismo na programação da emissora, com boletins informativos.
No dia 15 de abril de 2011, a emissora encerrou sua programação independente, e passou a transmitir a programação da Transamérica Hits. 
No dia 19 de novembro de 2019, devido a unificação da rede, a emissora encerrou o formato popular da rede e passou a adotar o formato jovem/adulto da Rede Transamérica.
Depois de 2 anos de pandemia, a rádio realizou uma festa em praça pública para comemorar o aniversário de 11 anos da afiliação em abril de 2022. A festa teve a presença da população e de empresários que anunciam na mesma, além de música com bandas ligadas ao Rock que é dentro do formato da emissora.
Em novembro de 2022, vândalos invadiram e atacaram o parque de transmissão da emissora (a mesma torre comporta os elementos da Jovem Pan FM Barreiras) na Fazenda Água Doce, deixando ambas foram do ar por tempo indeterminado, logo no período em que as duas transmitiam os jogos da seleção na Copa do Mundo do Catar.
No dia 1º de outubro de 2024, encerra a parceria com a Rede Transamérica, e passa a ser afiliada à Band FM.